# Ecclesia supplet
Ecclesia supplet (em latim: A Igreja Supre) é um princípio do direito canônico. De acordo com o entendimento da Igreja Católica, um ato em nome da Igreja, apesar da falta de jurisdição sob certas circunstâncias, ainda pode obter validade, porque a Igreja como um todo complementa (ou supre) o que vier a faltar espiritualmente.

## Aspectos teológicos, pastorais e jurídicos
O ponto de partida teológico de ecclesia supplet é o princípio de que aquele que age em nome da igreja não faz por sua própria vontade, mas através dele quem age é a Igreja Católica. É por isso que a igreja "supre", se a pessoa estiver sujeita a um erro ou dúvida sobre a base jurídica da Ignorantia ou os fatos subjacentes a esse ato.
Legalmente, o princípio está descrito no Código de Direito Canônico, no cânone 144:
§1. Em caso de erro comum de facto ou de direito, e ainda em caso de dúvida positiva e provável, quer de direito quer de facto, a Igreja supre o poder executivo de governo tanto para o foro externo como para o interno.
§2. Esta mesma norma aplica-se às faculdades de que se trata nos câns. 882, 883, 966 e 1111.